# El Hadjar
El Hadjar es un distrito y municipio perteneciente al vilayato de Annaba.